# Tox
Tox település Franciaországban, Haute-Corse megyében. Lakosainak száma 99 fő (2022. január 1.). Tox Campi, Linguizzetta, Tallone és Zalana községekkel határos.

## Népesség
A település népessége az elmúlt években az alábbi módon változott:
| Lakosok száma | 146  | 180  | 169  | 117  | 95   | 98   | 96   | 96   | 97   | 99   |
|               | 1968 | 1982 | 1990 | 2006 | 2013 | 2015 | 2017 | 2019 | 2020 | 2022 |